# リマンの戦い
リマンの戦い（リマンのたたかい、英: battle of Lyman）は、2022年ロシアのウクライナ侵攻におけるドネツィク州クラマトルシク地区リマンを巡る戦闘である。
ウクライナ東部攻勢のドンバスの戦いで2022年5月23日から5月27日までロシア軍の攻撃を受けて占領された。2022年ウクライナ夏季の反転攻勢でウクライナ軍はハルキウ州からドネツィク州およびルハーンシク州にかけて東進し、10月1日にウクライナ軍参謀本部はリマンの解放を、ロシア国防省は同地からの撤退をそれぞれ発表。ウクライナ大統領ウォロディミル・ゼレンスキーは翌2日、同日時点でリマンのロシア軍は完全に掃討されたと語った。

## 背景
ウクライナへの侵攻開始から1ヶ月後には、ロシアは、ドネツィク州の東北にあるルハーンシク州の93%を支配し、リシチャンシクやセヴェロドネツィクといった戦略的に重要なウクライナの抗戦拠点を残すのみであると発言した。ロシアのセヴェロドネツィク占領の計画は北のルビージュネや南のポパスナで軍事的に成功を収められるかにかかっていた。伝えられるところによると、4月6日頃には、ロシア軍はルビージュネの60%を占領し、砲撃やロケット攻撃が定期的に持続的な間隔でセヴェロドネツィクに着弾していると伝えられた。翌日、ウクライナ軍の第128独立山岳強襲旅団が攻勢をかけ、ロシア軍をクレミンナから6～10キロメートル離れたところまで後退させた。伝えられるところによると、5月12日には、ロシア軍がルビージュネとVoevodivkaを占領したという。
5月中旬に、リマンの南でドネツ川の戦いが勃発し、ウクライナ軍はロシア軍の渡河作戦を頓挫させた。ロシア軍の渡河作戦において400人から485人が戦死したと推定されている。

## 戦闘経過

### ロシア軍による攻勢・占領
ロシア軍はリマン周辺での攻勢を強化し、5月23日には優勢となった。リマン北部を強襲し、少なくとも一部を占領した。さらに、アウディーイウカへの砲撃を強化し、過去に占領したNovoselivkaを利用してアウディーイウカに進軍し、スラヴャンスクにつながる高速道路を奪取した。翌日には都市の中心への攻撃を強化し、市街戦が勃発した。砲撃と航空戦力の支援を受けて、5月25日、ロシア軍はリマンへの攻勢を継続し、およそ70%を占領した。ウクライナ軍は南に撤退し、激しく抵抗したが、一部の兵士が包囲戦中に投降した。
市民の最後の避難を行い、居残りを決めた市民への物資を残して、ウクライナ軍の最後の部隊が5月26日の午後に撤退し、最後まで残った橋を破壊した。ウクライナのオレクシイ・アレストビッチ大統領府顧問がリマンがロシア軍に占領されたと発言し、米国のシンクタンク戦争研究所がその発言を裏付けた。
しかし、翌日、ウクライナ国防省は都市の支配をめぐる戦いが未だに進行しているとし、ウクライナ軍が南西部と北東部を確保し続けていると発言する一方で、他のウクライナ当局は中心を含むリマンのほとんどがロシア軍に占領されているとの認識を示し、イギリスもまた、5月27日頃には、ほとんどがロシア軍に占領されているとした。親ロシアの分離主義勢力とロシア軍は、27日と28日にそれぞれ勝利を主張した。5月30日未明には、ウクライナ軍は、ロシア軍がリマンを制圧し、スラヴャンスクへの攻撃の準備に入ったとの認識を示した。
戦闘中、ウクライナ軍の第79独立空中強襲旅団の部隊で100人以上が戦死し、200人から300人が捕虜になったと報じられた。他の報道では、ウクライナ軍の60人の部隊の一つでは、わずか4人しか生き残らなかったという。

### ウクライナ軍による奪還
ドネツィク州西北にあるハルキウ州でウクライナ軍は反撃を進め、ウクライナのゼレンスキー大統領は2022年9月14日、州のほぼ全域を解放したと宣言した。ウクライナ軍はさらに東進してリマンも奪還目標に挙げられ、9月30日にリマンをほぼ包囲したと発表。ロシア国防省のイゴール・コナシェンコフ報道官は、ウクライナ軍による包囲の脅威に対して、ロシア軍が「より有利な戦線へと撤退した」と述べた。
10月1日、ウクライナ軍はリマンを奪還したことを発表。同月7日、ドネツィク州の知事は、市内で集団墓地が発見されたことを明らかにした。

### 影響・反応
ウクライナを軍事支援している北大西洋条約機構（NATO）のイェンス・ストルテンベルグ事務総長は10月2日「ウクライナ軍はロシア軍を押し返す能力を実証してみせた」と、アメリカ合衆国国防長官ロイド・オースティンは「非常に勇気づけられている」とそれぞれ評価した。
一方、ロシア連邦を構成するチェチェン共和国のラムザン・カディロフ首長は撤退を非難し、戦術核兵器の使用を含めた「決定的な手段」を求めた。